# Сверчково (Московская область)
Сверчково — деревня в Московской области России. Входит в городской округ Солнечногорск. Население — 25 чел. (2010).

## География
Деревня расположена на северо-западе Московской области, в западной части округа, примерно в 8,5 км к юго-западу от центра города Солнечногорска, недалеко от Истринского водохранилища, на берегу небольшой реки Ерошки бассейна Истры. К деревне приписано два садоводческих товарищества. Ближайшие населённые пункты — деревни Ермолино, Тимошино и Якиманское.

## История
В середине XIX века деревня Сверчкова 1-го стана Клинского уезда Московской губернии принадлежала баронессе Елизавете Александровне Розен, в деревне было 17 дворов, крестьян 59 душ мужского пола и 58 душ женского.
В «Списке населённых мест» 1862 года — владельческая деревня Клинского уезда по правую сторону Санкт-Петербурго-Московского шоссе, в 19 верстах от уездного города и 8 верстах от становой квартиры, при реке Гостье, с 19 дворами и 119 жителями (60 мужчин, 59 женщин).
По данным на 1890 год — деревня Солнечногорской волости Клинского уезда с 130 душами населения.
В 1913 году — 22 двора.
По материалам Всесоюзной переписи населения 1926 года — деревня Селищевского сельсовета Солнечногорской волости Клинского уезда в 2,1 км от Пятницкого шоссе и 10,7 км от станции Подсолнечная Октябрьской железной дороги, проживало 130 жителей (67 мужчин, 63 женщины), насчитывалось 26 крестьянских хозяйств.
С 1929 года — населённый пункт в составе Солнечногорского района Московского округа Московской области. Постановлением ЦИК и СНК от 23 июля 1930 года округа как административно-территориальные единицы были ликвидированы.
1929—1939 гг. — деревня Шапкинского сельсовета Солнечногорского района.
1939—1954 гг. — деревня Субботинского сельсовета Солнечногорского района.
1954—1957, 1960—1963, 1965—1994 гг. — деревня Обуховского сельсовета Солнечногорского района.
1957—1960 гг. — деревня Обуховского сельсовета Химкинского района.
1963—1965 гг. — деревня Обуховского сельсовета Солнечногорского укрупнённого сельского района.
С 1994 до 2006 гг. деревня входила в Обуховский сельский округ Солнечногорского района.
С 2005 до 2019 гг. деревня включалась в Кривцовское сельское поселение Солнечногорского муниципального района.
С 2019 года деревня входит в городской округ Солнечногорск, в рамках администрации которого относится с территориальному управлению Кривцовское.

## Население
| 1852 | 1859 | 1890 | 1899 | 1926 | 1932 | 1966 |
| ---- | ---- | ---- | ---- | ---- | ---- | ---- |
| 117  | ↗119 | ↗130 | ↘98  | ↗130 | ↗145 | ↘31  |
| 1998 | 2002 | 2010 |      |      |      |      |
| ↘10  | ↗25  | →25  |      |      |      |      |